# Guácimo (tổng)
Guácimo là một tổng trong tỉnh Limón, Costa Rica. Tổng này có diện tích 576,48 km², dân số năm 2008 là 41082 người..